# Центральный банк Самоа
Центральный банк Самоа (англ. Central Bank of Samoa, самоан. Faletupe Tutotonu o Samoa) — центральный банк Независимого Государства Самоа.

## История
В 1920 году были выпущены ноты казначейства Самоа. В 1922—1959 годах казначейство Новой Зеландии выпускало ноты казначейства для Западного Самоа.
1 января 1939 года учреждён Банк Западного Самоа (Bank of Western Samoa), 50 % принадлежало правительству Западного Самоа, 50 % — частному Банку Новой Зеландии. В 1960—1967 годах банк выпускал банкноты для Западного Самоа в фунтах, а в 1967—1980 — в тала.
В 1974 году создан Валютный совет Самоа (Monetary Board of Western Samoa), начавший операции в 1975 году. В 1980 году Валютному совету передано право выпуска банкнот, принадлежавшее ранее Банку Западного Самоа.
В 1984 году принято постановление правительства о создании Центрального банка Самоа. Банк начал выпуск банкнот в 1985 году.